# Ron McKernan
Ron McKernan (San Bruno, 8 de setembro de 1945 — Corte Madera, 8 de março de 1973) foi membro fundador da banda Grateful Dead.

## Biografia
Nascido Ronald Charles Mckernan, sua história na música começou aos 14 anos de idade. Seu pai, Phil McKernan, foi o primeiro DJ Branco, em ter um estilo R&B e blues, sua família é de ascendência irlandesa, porém cresceu ouvindo música afro-americano e convivendo junto com a cultura negra. assim que foi expulso do ensino médio, Ron quando jovem aprendeu a tocar piano, guitarra e harmônica, ele então junto com sua família mudaram-se para Palo Alto, Califórnia, onde lá conheceu Jerry Garcia, e ambos tornaram-se amigos, juntos construíram uma carreira nas gravadoras Kent Records e Chess ReCcords.

## Carreira
Logo que emplacou a carreira ao lado de Garcia, Ron trabalhou na loja de música Dana Morgan, e no mesmo dia, Garcia fez um convite a Ron para tocar gaita e cantar blues, o resultado foi impressionante, Mckernan tornou-se um cantor de maior sucesso no blues, e por isso ele foi apelidado de ''Blue Ron'', porém anos mais tarde, seu apelido passou a ser Pigpen.
Junto com Garcia, Ron foi o primeiro à formação do Grateful Dead, começando com o Zodiacs e Mother McCree Uptown Jug Campeões, o baterista Bill Kreutzmann foi incluído e a banda evoluiu para os Warlocks. Por volta de 1965, McKernan pediu ao resto da banda que mudassem os instrumentos elétricos. O baixista Phil Lesh juntou-se logo depois, e eles se tornaram os Grateful Dead. O grupo estava interessado em envolver McKernan na banda, já que ele era o líder original do grupo e foi considerado o melhor cantor e vocalista. As primeiras gravações de Dead foi voltadas ao R & B, escolhidos por Ron, em 1966, Garcia havia evoluído muito seu estilo musical, então decidiu-se seguir a carreira de líder e diretor musical, dando a banda um rumo diferente, e diminuído as contribuições de Ron, em 1967, Mickey Harte integrou a banda, tornando-se o baterista, e um ano depois foi a vez do tecladista Tom Constanten, dando uma cara nova ao grupo, Constanten muitas vezes substituiu McKernan no teclado, na época McKernan havia encontrado difícil adaptação ao novo material que Garcia e Lesh haviam composto para a banda.
Em outubro de 1968, McKernan e Weir quase foram demitidos da banda depois de Garcia e Lesh acreditarem que seu jogo estava mantendo a banda de volta. Garcia delegou a tarefa de demiti-los para Rock Scully, que disse que McKernan teve uma dura punição. Weir prometeu melhorar, mas McKernan era mais teimoso, de acordo com o biógrafo Blair Jackson, McKernan perdeu três shows de Dead antes de jurar de não ser mais "preguiçoso" e se reunir, enquanto Kreutzmann se opôs a substituir McKernan e disse que o evento nunca aconteceu. Após a sua libertação da Força Aérea dos Estados Unidos em novembro de 1968, Constanten entrou oficialmente na banda, tendo apenas trabalhado no estúdio enquanto estava em licença. O gerente de estrada Jon McIntire comentou que "Pigpen foi relegado naquele momento e foi realmente humilhante, mas ele não podia mostrar, não podia falar sobre isso." Ele começou a tomar Hammond lições de órgão e aprendeu a usar os vários drawbars e controles. 
Após a partida de Constanten em janeiro de 1970, sobre diferenças musicais e de estilo de vida, McKernan nominalmente retomou as funções do teclado. Ele contribuiu com instrumentação para apenas duas faixas ("Black Peter" e "Easy Wind", o último como vocalista) em Workingman's Dead (1970), o lançamento de estúdio da banda. No álbum de acompanhamento American Beauty, peças de teclado foram tratadas por Garcia e Lesh, juntamente com os músicos de sessão Howard Wales e Ned Lagin. O álbum ao vivo de 1971 Grateful Dead apresentou três partes de órgão superdubbed de Merl Saunders, além de contribuições de McKernan em "Big Railroad Blues", "The Other One" e "Me & Bobby McGee". Enquanto Garcia expressava frustração com os ensaios perdidos de McKernan e sua incapacidade de acompanhar o novo material, Lesh era mais indulgente, opinando que "estava tudo bem que Pigpen estivesse deitado, continuávamos querendo que Pigpen estivesse lá porque ele era "um de nós". Canções com Pigpen nos vocais incluem "Katie Mae", "Hard to Handle", "Midnight Hour", "Death Don 'T Have No Mercy e Bring me my shogun, ele adicionou sua própria impressão digital à capa de Dead de "Turn on Your Love Light" com letras extras no final e também gravou algumas músicas para um álbum solo, mas nunca foi lançado.
Este estilo de Pigpen, era sua jaqueta de couro e bandana, e o restante da cultura provou ser uma febre entre ciclistas e hippies. Na capa tem uma foto da banda empoleirada na varanda de uma casa na famosa Ashbury, com o Pigpen segurando uma espingarda com isso só trouxe mais comparações para um fora da lei. (A foto, por coincidência, foi destaque na primeira edição da revista Rolling Stone em relação a uma recente investida policial e a prisão de alguns membros da banda por acusações - não surpreendentemente de posse de maconha)

## Vida Pessoal e envolvimento com drogas
McKernan era amigo íntimo da cantora e compositora americana Janis Joplin ambos tinham influências musicais e estilos de vida comuns, ou seja sentiam um amor compartilhado pelo álcool e por outras drogas, um cartaz do início dos anos 1970 mostrou juntos na 710 Ashbury. Joplin se juntou a McKernan no palco no Fillmore West em 7 de junho de 1969, com o Grateful Dead para cantar a música "Turn On Your Love Light" e retomando este dueto em 16 de julho de 1970, em Euphoria Ballroom em San Rafael, Califórnia. 
Ele era também amigo próximo do tecladista Tom Constanten, baseado em sua aversão mútua a psicodélicos e acabou sendo padrinho no primeiro casamento de Constanten. Enquanto seus companheiros de banda e amigos estavam usando cannabis, LSD e outras drogas alucinógenas, McKernan preferiu bebidas alcoólicas comoThunderbird e Southern Comfort. Ironicamente, McKernan foi preso e multado após o porte de cannabis em 9 de novembro de 1967, no 710 Ashbury Street, mesmo não tendo usado a droga. O evento foi abordado na primeira edição de Rolling Stone, no qual o repórter observou que McKernan tinha uma coleção substancial de rifles e o quadro de McKernan apareceu em um relatório contemporâneo no San Francisco Chronicle. Por não terem usado drogas ilícitas, McKernan e Constanten foram os únicos membros da banda que não foram presos em 31 de janeiro de 1970. O porte de drogas inspirou as letras da música "Truckin". 
Nos primeiros anos do Grateful Dead, McKernan era facilmente reconhecível pela sua imagem, tornando-o uma celebridade menor. Em 1969, a gravadora da banda, a Warner Bros. Records, realizou um "Pigpen Look-Alike Contest". 

## Morte
A saúde de Ron, não estava em boas condições, aos 25 anos de idade ele sofria de cirrose biliar congênita uma doença auto-imune, essa doença da qual não estava relacionada, após ser hospitalizado em agosto de 1971, os médicos recomendaram que Ron parasse a carreira, em seu lugar entrou o pianista Keith Godchaux, ficando substituindo regularmente até 1979, mas Ron rapidamente uniu-se a banda em dezembro de 1971 para auxiliar Godchaux na harmônica, na percussão e no órgão. O gerente Rock Scully segundo depoimento alegou que Ron desmaiou na frente do seu órgão, em 1972 na turnê pela Europa, sua saúde já havia deteriorado chegando a ponto de não tocar mais ao vivo, sua última aparição foi em 17 de junho de 1972 no Hollywood Bowl, em Los Angeles, a partir daí ele interrompeu todos os vínculos que tinha com a banda. Em 8 de março de 1973, um ano depois, Ron foi encontrado morto em sua casa em Corte Madera, Califórnia, a causa da morte, foi hemorragia gastrointestinal, devido ao seu vício de bebida alcoólica, apesar de ter contribuído a banda, e mais tarde elas tornariam-se menores, os membros da banda ficaram devastados com a sua morte, amigos descreviam Ron como uma pessoa tranquila e gentil, membros da banda, descreveram Ron como o membro importante para a banda, Kreutzmann disse McKernan era "o cara mais doce que alguém já conheceu. Mckernan foi enterrado na Alta Mesa Memorial Park, em Palo Alto, Califórnia.
Em seu funeral, Garcia disse: "Depois da morte de Pigpen todos nós sabíamos que este era o fim do original Grateful Dead. 
"He's Gone", originalmente aparecendo no álbum ao vivo A Europa '72 tornou-se posteriormente um elogio para McKernan por seus ex-companheiros de banda. Hunter disse que "tornou-se um hino para Pigpen". 